# Ceractinomorpha
Ceractinomorpha é uma subclasse de esponjas que pertence à classe Demospongiae.

## Ordens desta subclasse
- Agelasida
- Dendroceratida
- Dictyoceratida
- Halichondrida
- Halisarcida
- Haplosclerida
- Poecilosclerida
- Verongida
- Verticillitida